# آنا ستانکوویچ
آنا ستانکوویچ (به مجاری: Anna Sztankovics) (زادهٔ ۱۰ ژانویهٔ ۱۹۹۶) شناگر اهل مجارستان است.